# الحزب الليبرالي السوداني
الحزب الليبرالي السوداني حزب سوداني ليبرالي نشط في السنوات 2003 -2008، وقد اندمج في سبتمبر 2008 مع بعض التنظيمات الديمقراطية ليكون الحزب الديمقراطي الليبرالي الموحد.

## التاريخ
تأسس الحزب الليبرالي السوداني في عام 2003، وقد اسسه مجموعة من الشباب من ذوي خلفيات ديمقراطية وعلمانية ويسارية ومستقلة.
- كان الحزب الليرالي يعرف نفسه انه «حزب ديمقراطي مفتوح لكل السودانيين؛ غض النظر عن الجنس والعقيدة والاصل الاجتماعي ؛ يعمل بالوسائل السلمية للوصول الي السلطة وتحقيق اهدافه وبرنامجه ويقوم الحزب علي مبادئ الفكر الليبرالي الاجتماعي المرتكزة على:    
- *ضمان الحريات الفردية والعامة    
- *المسؤولية الشخصية للأفراد.    
- *العدالة الاجتماعية»
- كان الحزب الليبرالي يعتبر من الأحزاب الراديكالية في السودان، وكان يتبني مبادئ اقتصاد السوق الاجتماعي وضمان الحريات الفردية والعامة ويدعو الي العلمانية السياسية والاجتماعية وإلى تحرير وتمكين المرأة السودانية وإلى التمثيل الواسع للشباب في قيادة الحركة السياسية.
أصدر الحزب عددا من الوثائق، من بينها إعلان التأسيس، والإعلان السياسي العام، والبرنامج السياسي العام، والنظام الأساسي؛ ووثيقة "نحو المستقبل"، وهي عبارة عنى الخطاب السياسي للمؤتمر العام الأول للحزب. كما كان يصدر نشرة فكرية ثقافية شهرية باسم ليبرو وهي.
عقد الحزب مؤتمره العام الأول (التمهيدي) في 25 ديسمبر 2006. كما عقد مؤتمره الثاني (التأسيسي) في 28 سبتمبر 2007. ومؤتمره الثالث والأخير يوم 27-9-2008.
كانت قيادة الحزب تتشكل من 27 عضوا هم أعضاء اللجنة المركزية للحزب من ضمنهم 7 نساء، وكان يدير عمل الحزب اليومي 9 أعضاء يشكلون المكتب التنفيذي من ضمنهم 4 نساء.
- قيادة الحزب التنفيذية كانت تتكون من الأستاذة نور تاور رئيسة اللجنة التنفيذية للحزب، ومدثر خميس الأمين العام للحزب، والعميد معاش تاج السر العطا نائب رئيس اللجنة التنفيذية للحزب، الأستاذة زهرة حيدر نائبة الأمين العام، الأستاذة أميمة الفرجوني امينة الشؤون الخارجية، والأستاذ مجاهد عبد الرحمن أمين التنظيم والقطاعات، والأستاذ عمار محمد حامد أمين الأرشيف، والأستاذ عادل عبد العاطي أمين الثقافة والأعلام، والأستاذ مهند زامل أمين العمل المدني، والأستاذة رندا مرسال (كانت امينة المال) وولاء حسين (حلت محل رندا مرسال في امانة المال).
في 27-9-2008 بامدرمان انعقد المؤتمر العام الطارئ؛ الثالث والأخير؛ في مسيرة الحزب الليبرالي السوداني. حيث استمع المؤتمر لثلاث اوراق فكرية وسياسية وناقشها؛ واستمع لتقرير الامانة العامة للحزب عن نشاط الحزب في فيالفترة من سبتمبر 2008 إلى سبتمبر 2009 في مختلف المجالات. ثم ناقش مشروع الوحدة الاندماجية وهو سبب انعقاد المؤتمر الطارئ.
اقر ذلك المؤتمر خطوة الوحدة الاندماجية مع ثلاثة من التنظيمات الديمقراطية التي تم التوقيع على اعلانها يوم 4-9-2008 ؛ لتكوين الحزب الديمقراطي الليبرالي الموحد؛ واعلن حل هيكل الحزب الليبرالي السوداني وانخراط كل عضويته في صفوف الحزب الديمقراطي الليبرالي الموحد؛ وفق الهيكلة المجازة للحزب الموحد؛ كما أنتخب مندوبيه للمكتب القيادي للحزب الموحد.

## وصلات خارجية
- موقع الحزب الديمقراطي الليبرالي على الإنترنت